# JAM Project 10th Anniversary Complete BOX
『JAM Project 10th Anniversary Complete BOX』（ジャムプロジェクト・テンス・アニバーサリー・コンプリート・ボックス）は、JAM ProjectのCD-BOX。2010年12月22日にLantisから発売された。

## 概要
グループ結成10周年を記念した12枚組のCD-BOXで、2010年9月15日までの完全受注生産品となっている。ディスクは12枚組で、Disc-1〜Disc-7には、既存のベスト・アルバムに収録された楽曲が、Disc-8には、特典CDとして外国語バージョンやInstrumentalバージョンが、Disc-9〜Disc-12には、ミュージッククリップやライブ映像が収録されている。200ページに及ぶ豪華JAM Projectヒストリーブックが封入されている。

### 主な記録
2010年12月21日付のオリコンアルバムデイリーチャートで11位、2011年1月3日付のオリコン週間アルバムチャートで43位を獲得した。

## 収録曲

### Disc-1
（BEST Project 〜JAM Project BEST COLLECTION〜）
1. CRUSH GEAR FIGHT! [3:38]
作詞・作曲：影山ヒロノブ、編曲：河野陽吾
2. 鋼の救世主 [3:50]
作詞：影山ヒロノブ、作曲：千沢仁、編曲：須藤賢一
3. LADY FIGHTER! [4:25]
作詞・作曲：影山ヒロノブ、編曲：須藤賢一
4. STORM [3:58]
作詞：工藤哲雄、作曲：千沢仁、編曲：須藤賢一
5. FIRE WARS [3:42]
作詞：影山ヒロノブ、作曲：坂下正俊、編曲：河野陽吾
6. In my Heart [5:25]
作詞・作曲：影山ヒロノブ、編曲：河野陽吾
7. SOULTAKER [4:26]
作詞・作曲：影山ヒロノブ、編曲：須藤賢一
8. 運命の糸 [4:51]
作詞・作曲：影山ヒロノブ、編曲：須藤賢一
9. TORNADO [4:48]
作詞：工藤哲雄、作曲・編曲：河野陽吾
10. Danger Zone [4:16]
作詞：影山ヒロノブ、作曲・編曲：河野陽吾
11. CRAZY REVOLUTION [4:19]
作詞：影山ヒロノブ、作曲・編曲：河野陽吾
12. RISING [4:35]
作詞：工藤哲雄、作曲：千沢仁、編曲：須藤賢一
13. 愛だよねっ!! 〜ギアをつなごう〜 [4:22]
作詞：松本梨香、作曲・編曲：河野陽吾
14. 疾風になれ [3:49]
作詞：椎名可憐、作曲：千沢仁、編曲：河野陽吾
15. Over the Top! [3:57]
作詞：影山ヒロノブ、作曲：千沢仁、編曲：河野陽吾
16. POWER [5:29]
作詞：工藤哲雄、作曲：千沢仁、編曲：須藤賢一
17. KI・ZU・NA [6:18]
作詞：影山ヒロノブ・松本梨香、作曲：影山ヒロノブ、編曲：須藤賢一

### Disc-2
（FREEDOM 〜JAM Project BEST COLLECTION II〜）
1. SKILL 〜Album ver.〜 [6:22]
作詞：影山ヒロノブ、作曲：須藤賢一、編曲：河野陽吾
2. 嘆きのロザリオ [3:37]
作詞・作曲：影山ヒロノブ、編曲：須藤賢一
3. Little Wing [4:40]
作詞・作曲：影山ヒロノブ・奥井雅美、編曲：河野陽吾
4. FREEDOM [4:50]
作詞：影山ヒロノブ、作曲・編曲：河野陽吾
5. 合神! ゴッドグラヴィオン [3:50]
作詞：影山ヒロノブ、作曲・編曲：須藤賢一
6. GO! GO! レスキュー [3:39]
作詞・作曲：影山ヒロノブ、編曲：河野陽吾
7. In the Chaos [5:02]
作詞：奥井雅美、作曲・編曲：河野陽吾
8. GET UP CRUSH FIGHTER! [3:58]
作詞・作曲・編曲：影山ヒロノブ
9. DEPARTURE [5:15]
作詞・作曲：影山ヒロノブ、編曲：河野陽吾
10. Alright now! 〜Movie Re-mix ver.〜 [5:07]
作詞：影山ヒロノブ、作曲・編曲：須藤賢一
11. マーチ オブ レスキューヒーロー [4:34]
作詞・作曲：影山ヒロノブ、編曲：須藤賢一
12. 風のEAGLE [3:56]
作詞：影山ヒロノブ、作曲・編曲：河野陽吾
13. GO! [5:13]
作詞：影山ヒロノブ、作曲・編曲：河野陽吾
14. FOREVER & EVER [5:57]
作詞：影山ヒロノブ、作曲・編曲：河野陽吾
15. DAYS 〜僕らの未来〜 [7:31]
作詞：三重野瞳、作曲：影山ヒロノブ、編曲：須藤賢一

### Disc-3
（JAM-ISM 〜JAM Project BEST COLLECTION III〜）
1. VICTORY [5:36]
作詞：影山ヒロノブ、作曲・編曲：河野陽吾
2. 紅ノ牙 [3:55]
作詞：影山ヒロノブ、作曲：河野陽吾、編曲：須藤賢一
3. VOYAGER [4:16]
作詞：Geila.Z、作曲：影山ヒロノブ、編曲：河野陽吾
4. Cry for the Earth [4:51]
作詞・作曲：影山ヒロノブ、編曲：河野陽吾
5. DRAGON [4:15]
作詞：影山ヒロノブ、作曲・編曲：須藤賢一
6. Destination [4:11]
作詞：影山ヒロノブ・松本梨香、作曲：影山ヒロノブ、編曲：須藤賢一
7. 戦士よ眠れ… [4:55]
作詞：影山ヒロノブ、作曲：福山芳樹、編曲：河野陽吾
8. 約束の地 [5:59]
作詞：奥井雅美、作曲・編曲：河野陽吾
9. 魔神見参!! [4:42]
作詞・作曲：影山ヒロノブ、編曲：須藤賢一
10. No Serenity [5:57]
作詞：影山ヒロノブ、作曲・編曲：河野陽吾
11. The Gate of the Hell [6:02]
作詞：影山ヒロノブ、作曲・編曲：河野陽吾
12. Promise 〜未来への誓い〜 [6:21]
作詞：影山ヒロノブ、作曲・編曲：河野陽吾
13. 炎皇合神!ソルグラヴィオン!! [4:31]
作詞：影山ヒロノブ、作曲：河野陽吾、編曲：須藤賢一
14. Peaceful One [5:53]
作詞・作曲：奥井雅美、編曲：須藤賢一

### Disc-4
（Olympia 〜JAM Project BEST COLLECTION IV〜）
1. GONG（Album version） [5:50]
作詞：影山ヒロノブ、作曲：河野陽吾・影山ヒロノブ、編曲：河野陽吾
2. 牙狼 〜SAVIOR IN THE DARK〜 [4:26]
作詞・作曲：影山ヒロノブ、編曲：須藤賢一
3. Olympia [9:52]
作詞：遠藤正明・きただにひろし・奥井雅美、作曲：河野陽吾・影山ヒロノブ、編曲：河野陽吾
4. 限界バトル [4:09]
作詞：影山ヒロノブ・奥井雅美、作曲：影山ヒロノブ、編曲：河野陽吾
5. 迷宮のプリズナー [4:01]
作詞・作曲：影山ヒロノブ、編曲：須藤賢一
6. Battle Communication!! [5:14]
作詞：影山ヒロノブ、作曲：きただにひろし・影山ヒロノブ、編曲：須藤賢一
7. 未来への咆哮 [4:45]
作詞・作曲：影山ヒロノブ、編曲：須藤賢一
8. Protect you [4:03]
作詞：遠藤正明・奥井雅美、作曲：奥井雅美、編曲：河野陽吾
9. Fencer of GOLD [4:00]
作詞：きただにひろし・奥井雅美、作曲：きただにひろし、編曲：河野陽吾
10. Name of the Truth [4:14]
作詞・作曲：きただにひろし、編曲：河野陽吾
11. 星空のレクイエム [4:19]
作詞：影山ヒロノブ、作曲・編曲：福山芳樹
12. 熱風!疾風!サイバスター [4:59]
作詞：田中麻衣子・小泉正宏、作曲：田中伸一、編曲：河野陽吾
13. Brother in Faith [7:00]
作詞：奥井雅美、作曲：影山ヒロノブ、編曲：河野陽吾

### Disc-5
（Big Bang 〜JAM Project BEST COLLECTION V〜）
1. Break Out [4:04]
作詞・作曲：影山ヒロノブ、編曲：須藤賢一
2. STORMBRINGER [3:55]
作詞・作曲：影山ヒロノブ、編曲：TRY FORCE
3. Name 〜君の名は〜 [4:08]
作詞・作曲：影山ヒロノブ、編曲：須藤賢一
4. Salvage [4:34]
作詞：奥井雅美、作曲：Monta、編曲：菊田大介
5. Divine love [3:51]
作詞・作曲：奥井雅美、編曲：鈴木Daichi秀行
6. RISING FORCE [4:00]
作詞：奥井雅美、作曲：影山ヒロノブ、編曲：菊田大介
7. Dead or Alive [4:04]
作詞・作曲：影山ヒロノブ、編曲：TRY FORCE
8. エンブレム 〜名も無き英雄達へ〜 [4:29]
作詞・作曲：影山ヒロノブ、編曲：須藤賢一
9. DRAGON STORM 2007 [3:57] 
作詞・作曲：中澤矢束、編曲：志緒川洋平・TRY FORCE
10. Fight to the end 〜聖戦〜 [5:02]
作詞：奥井雅美・きただにひろし、作曲・編曲：河野陽吾
11. IN FATE [3:48]
作詞：奥井雅美、作曲：きただにひろし、編曲：宅見将典
12. The everlasting [4:22]
作詞：奥井雅美、作曲：影山ヒロノブ、編曲：須藤賢一
13. Garimpeiro [6:08] 
作詞・作曲：影山ヒロノブ、編曲：河野陽吾

### Disc-6
（Get over the Border 〜JAM Project BEST COLLECTION VI〜）
1. Get over the Border [4:36] 
作詞・作曲：影山ヒロノブ、編曲：栗山善親
2. No Border [4:52]
作詞・作曲：影山ヒロノブ、編曲：TRY FORCE
3. Rocks [4:55] 
作詞・作曲：影山ヒロノブ、編曲：河野陽吾
4. Legend of the Heroes [4:38] 
作詞・作曲：影山ヒロノブ、編曲：渡部チェル
5. 翼 [5:18]
作詞：奥井雅美、作曲：福山芳樹、編曲：須藤賢一
6. SHURAKI [4:03]
作詞：奥井雅美、作曲・編曲：影山ヒロノブ
7. Milky Way [6:12]
作詞・作曲：奥井雅美、編曲：渡部チェル
8. BEAUTIFUL PEOPLE [4:25]
作詞・作曲・編曲：福山芳樹
9. NEW GENERATION! 〜KOBE to the WORLD〜 [4:33] 
作詞：中澤矢束、作曲：影山ヒロノブ、編曲：志緒川洋平
10. Portal [4:45]
作詞・作曲：奥井雅美、編曲：TRY FORCE
11. ハリケーンLOVE [4:48]
作詞・作曲：影山ヒロノブ、編曲：鈴木マサキ
12. HERO [5:07]
作詞・作曲：影山ヒロノブ、編曲：栗山善親
13. Sempre Sonhando 〜夢追人〜 [5:09]
作詞：ヒカルド・クルーズ・影山ヒロノブ、作曲：影山ヒロノブ、編曲：須藤賢一

### Disc-7
（SEVENTH EXPLOSION 〜JAM Project BEST COLLECTION VII〜）
1. SEVENTH EXPLOSION [4:44]
作詞・作曲：影山ヒロノブ、編曲：栗山善親・横関敦
2. Crest of "Z's" [5:07]
作詞・作曲：影山ヒロノブ、編曲：IKUO
3. レスキューファイアー [4:01]
作詞・作曲：影山ヒロノブ、編曲：鈴木マサキ
4. 守護神-The guardian [4:10]
作詞・作曲：影山ヒロノブ、編曲：須藤賢一
5. ハローダーウィン! 〜好奇心オンデマンド〜 [4:09]
作詞・作曲：影山ヒロノブ、編曲：渡部チェル
6. Cosmic Dance [5:50]
作詞・作曲：奥井雅美、編曲：藤田淳平（Elements Garden）
7. Godest! [4:30]
作詞：奥井雅美、作曲：影山ヒロノブ、編曲：横関敦・栗山善親
8. アスタマニア〜ナ!! [4:22]
作詞・作曲：影山ヒロノブ、編曲：村上聖
9. Battle No Limit! [4:18]
作詞・作曲：影山ヒロノブ、編曲：鈴木マサキ
10. Space Roller Coaster GO GO! [3:53]
作詞・作曲：影山ヒロノブ、編曲：R・O・N
11. Bonds of Friendship [5:54]
作詞・作曲：奥井雅美、編曲：須藤賢一
12. 晴レルヤ!! [3:56]
作詞・作曲：影山ヒロノブ、編曲：鈴木Daichi秀行
13. Three souls [4:23]
作詞・作曲：きただにひろし、編曲：R・O・N
14. Only One （For中国2010年上海万博〜Japanese ver.） [4:33]
作詞：奥井雅美、作曲：影山ヒロノブ、編曲：栗山善親・寺田志保

### Disc-8
（特典CD）
1. No Border（English Version）
2. Only One（Chinese Version）
3. 鋼の救世主（2006 Version）
4. HERO（English Version）
5. HERO（Portuguese Version）
6. HERO（Christmas Version）
7. Only One（Instrumental）
8. FREEDOM（Instrumental）
9. Cry for the Earth（Instrumental）
10. Olympia（Instrumental）
11. Garimpeiro（Instrumental）
12. Get over the Border（Instrumental）
13. SEVENTH EXPLOSION（Instrumental）
14. MAXIMIZER（Instrumental）

### Disc-9
1. JAM Project History of 10years 2000-2010

### Disc-10
JAM Project MUSIC SHOW
1. SOULTAKER（Music clip）
2. Break Out（Music clip）
3. No Border（Music clip）
4. MAXIMIXER（Music clip）
5. KI・ZU・NA 〜10th Anniv. Ver.〜（Image clip）
6. Lantis Festival
7. REUNION（2010.9.17）

### Disc-11
JAM Project to the World
1. WORLD FLIGHT 2008 No Border digest
2. Hurricane Tour 2009 Gate of the Future in Taipei, in Seoul
3. 10th Anniversary Tour MAXIMIZER 〜Decade of Evolution〜 in Taipei, in Seoul, in Hong Kong
4. Extra Stages Shanghai Peru Papua New Guinea
5. HERO in the world

### Disc-12
Backstage PROJECTS
（ANISON Especial）
- 影山ヒロノブ
- 遠藤正明
- きただにひろし
- 奥井雅美
- 福山芳樹

1. PROJECT01 影山ヒロノブvsきただにひろし
2. PROJECT02 奥井雅美withダニ岡修造
3. PROJECT03 遠藤正明vs福山芳樹